# Лумля (притока Різні)
Лу́мля  — мала річка в Україні, у Коростенському районі Житомирської області, права притока Різні (басейн Дніпра).

## Географія
Басейн річки Лумля розміщений в межах Малинського району. Протікає по рівнинній території. Починається за 900 м на захід від села Головки. Тече у східному напрямку до впадіння в річку Різня (за 17 км від гирла) неподалік від села Лумля.
Довжина — 13 км; площа басейну — 37,1 км². Ґрунт дна — піщаний. Річище слабо звивисте шириною до 10 м, відрегульоване.